# 20334 Glewitsky
20334 Glewitsky è un asteroide della fascia principale. Scoperto nel 1998, presenta un'orbita caratterizzata da un semiasse maggiore pari a 2,2646000 au e da un'eccentricità di 0,1514939, inclinata di 3,92021° rispetto all'eclittica.
L'asteroide era stato inizialmente battezzato 20334 Glewitzki per poi essere corretto nella denominazione attuale.
L'asteroide è dedicato all'astronomo russo Grigori Vasil'evich Lewitsky, fondatore dell'osservatorio di Charkiv e direttore dell'osservatorio di Tartu.